# اذنة (القف)

تعديل مصدري - تعديل

اذنة هي إحدى قرى عزلة القف بمديرية القف التابعة لمحافظة حضرموت، بلغ تعداد سكانها 84 نسمة حسب تعداد اليمن لعام 2004.